# José Bonifácio Diniz de Andrada
José Bonifácio Diniz de Andrada (Rio de Janeiro, 5 de janeiro de 1928 — Rio de Janeiro, 30 de junho de 2002) foi um advogado e político brasileiro.
Pertence à quinta geração dos Andradas. Era filho do ministro do Supremo Tribunal Federal Antônio Carlos Lafayette de Andrada e Maria Hilda Dinis. Fez os primeiros estudos no Rio de Janeiro no Colégio Melo e Sousa e depois no Colégio Santo Inácio naquela cidade. Concluiu o curso de direito na Pontifícia Universidade Católica do Rio de Janeiro (1950).
Começou a vida como taquígrafo do Senado Federal, por concurso público (1949 - 1953). Ingressa na carreira pública em 1959 elegendo-se Vereador à Câmara Municipal do Distrito Federal, vindo a ser seu presidente em 1960 pelo extinto PSD
Em 1963 foi eleito deputado à Assembleia Legislativa do estado da Guanabara, reeleito até 1971 pelo antigo MDB, exerceu a presidência desta Casa em 1968. Foi ainda, Secretário de Estado Sem Pasta no antigo Estado da Guanabara (1966 a 1967).
Foi eleito deputado federal pelo estado da Guanabara e depois pelo estado do Rio de Janeiro, pelo Movimento Democrático Brasileiro - MDB, por duas legislaturas (1971 - 1979) integrando a Comissão de Constituição e Justiça da Câmara dos Deputados por todo este período.
Presidiu a Comissão Parlamentar de Inquérito sobre o sistema penitenciário no país (1975 a 1976) e foi membro da Comissão Especial para apreciar o projeto do novo Código de Processo Penal (1976 a 1977). Presidente da Comissão Mista de Reforma do Judiciário (30/11/76 a 31/03/77).
Advogado militante desde 1951 no Rio de Janeiro e desde 1960 em Brasília, foi advogado da antiga Superintendência da Moeda e do Crédito a partir de janeiro de 1954, que depois veio a se transformar no atual Banco Central do Brasil. Foi consultor especial do Banco Central do Brasil (1982), cargo em que se aposentou em abril de 1983.
Membro do Conselho Seccional da OAB, Seção do Estado da Guanabara (1963/1964) e Membro do Conselho Federal da OAB, representando a Seção de Brasília (1965). Foi Chefe da Delegação Brasileira ao VI Congresso das Nações Unidas para a Prevenção do Crime e o Tratamento dos Delinquentes, reunido em Caracas (agosto de 1980), integrou a Comissão encarregada de elaborar anteprojeto da parte especial do Código Penal (1983) e foi membro da comissão revisora do anteprojeto da parte Especial do Código Penal (1984).
Integrou o Tribunal Regional Eleitoral do Distrito Federal, em vaga reservada aos advogados, (1982, 1984 e 1985). Incluído em lista tríplice, pelo Supremo Tribunal Federal, para provimento do cargo de Ministro do Tribunal Superior Eleitoral, em vaga reservada aos advogados (1992), foi nomeado pelo presidente Itamar Franco.
Era casado com Lêda Novelli Leitão de Andrada.